# Ciermięcice
Ciermięcice  (1945–2009 Ciermęcice, deutsch Türmitz, auch Türmanz) ist ein Ort in der Stadt- und Landgemeinde Głubczyce im Powiat Głubczycki der Woiwodschaft Opole in Polen. 

## Geographie
Das Waldhufendorf Ciermięcice liegt 15 Kilometer südwestlich von Głubczyce (Leobschütz) und 80 Kilometer südwestlich Opole (Oppeln) in der Nizina Śląska (Schlesische Tiefebene) unmittelbar an der Landesgrenze zu Tschechien.
Nachbarorte von Ciermięcice sind im Nordwesten Pietrowice (Peterwitz), im Norden Braciszów (Bratsch), im Nordosten Chróstno (Saliswalde) sowie im Süden auf tschechischer Seite Krnov (Jägerndorf).

## Geschichte

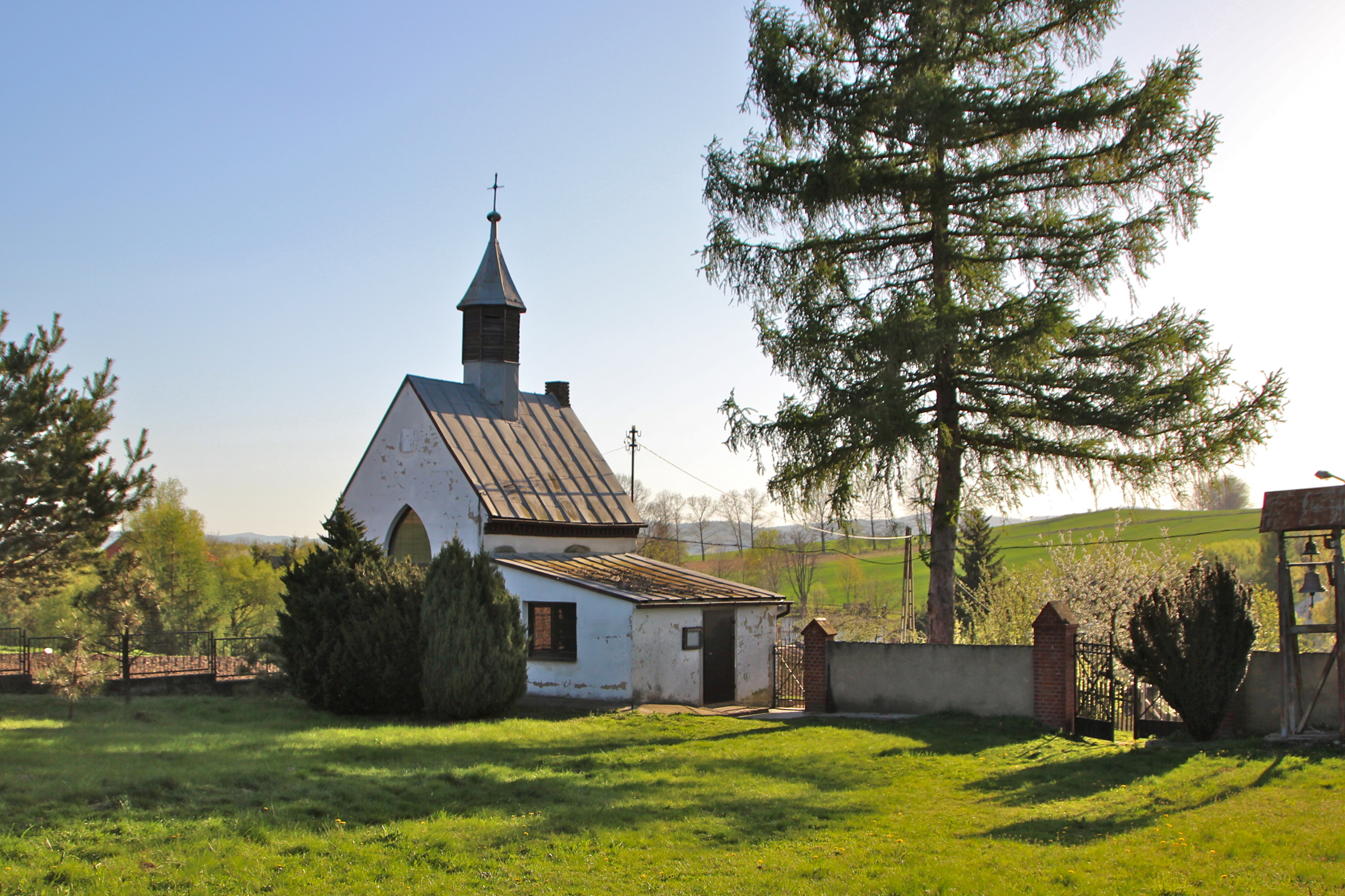
Kapelle Mater Dolorosa und St. Andreas

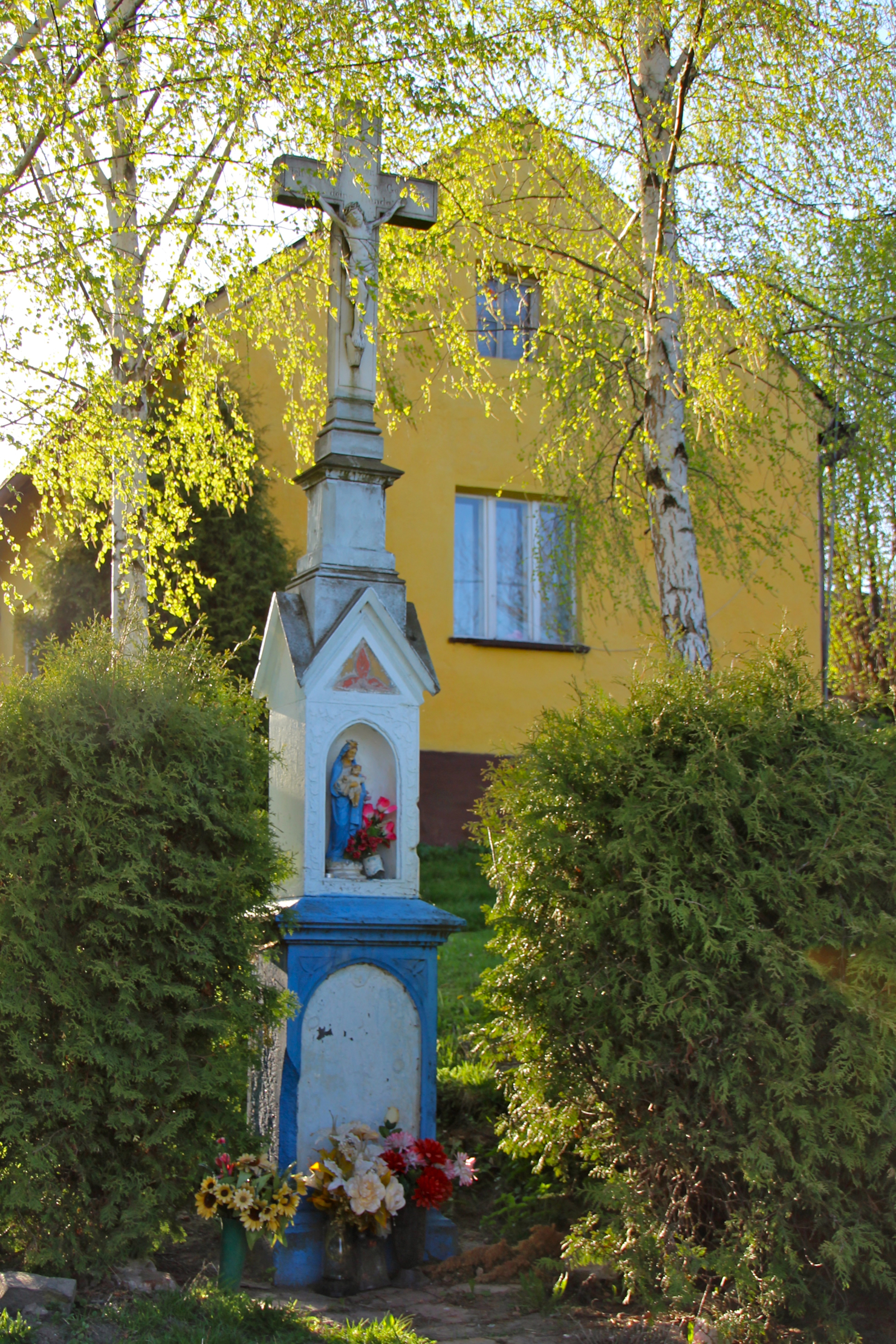
Wegekreuz

„Tyrmancz“ bzw. „Tirmancz“ wurde 1377 erstmals erwähnt. Der Ortsname leitet sich von den Namen Trmieta bzw. Trmęta ab und heißt in etwa Besitzung des Trmęta.
Nach dem Ersten Schlesischen Krieg 1742 fiel Türmitz mit dem größten Teil Schlesiens an Preußen. 
Nach der Neugliederung der Provinz Schlesien gehörte die Landgemeinde Türmitz ab 1816 zum Landkreis Leobschütz, mit sie bis 1945 verbunden blieb. 1819 wurde eine katholische Schule eingerichtet. 1845 bestanden im Dorf eine katholische Schule, eine Windmühle und 70 Häuser. Die Einwohnerzahl lag damals bei 368, davon einer evangelisch. 1861 zählte Türmitz 17 Bauern, 17 Gärtner- und 20 Häuslerstellen. Im gleichen Jahr waren 93 Schüler eingeschult. Eingepfarrt waren die Bewohner nach Bratsch. 1874 wurde der Amtsbezirk Sauerwitz gebildet, dem die Landgemeinden Bratsch, Peterwitz, Sauerwitz und Türmitz eingegliedert wurden.
Bei der Volksabstimmung in Oberschlesien am 20. März 1921 stimmten in Türmitz 346 Personen für einen Verbleib bei Deutschland und 0 für Polen. Türmitz verblieb wie der gesamte Stimmkreis Leobschütz beim Deutschen Reich. 1933 zählte der Ort 454 Einwohner, 1939 waren es 427.
Als Folge des Zweiten Weltkriegs fiel Ciermęcice mit dem größten Teil Schlesiens 1945 an Polen. Die einheimische deutsche Bevölkerung wurde weitgehend vertrieben. Seit 1999 gehört es zum Powiat Głubczycki. 2009 wurde der Ortsname in Ciermięcice geändert.

## Sehenswürdigkeiten
- Römisch-katholische Kapelle Mater Dolorosa und St. Andreas (Kościół pw. Matki Bolesnej i św. Andrzeja Apostoła)
- Steinerne Wegekreuze